# Encadenado (película de 2012)
Chained o Encadenado es una película de thriller estadounidense canadiense de 2012, dirigida por Jennifer Lynch y basada en un guion de Damian O'Donnell. Protagonizada por Vincent D'Onofrio y Eamon Farren, la película cuenta cómo una tarde de sábado, Tim, de ocho años, y su madre Sarah, son elegidos por un taxista demente, Bob, que anda a la caza de su próxima víctima. Para su horror, Tim presencia su primer asesinato, el de su madre. Pero no será el último que verá cometer, porque a partir de entonces Bob lo mantiene esclavizado, encerrándolo bajo llave y obligándolo a limpiar y enterrar los cuerpos de las jóvenes que lleva a casa. Cuando es un adolescente, Tim comprende que se le permitirá tener cierta libertad si él mismo se convierte también en un asesino.

## Sinopsis
Un peligroso secuestrador acecha las calles de un pequeño barrio de clase media. En él vive Tim, un niño de ocho años cuya vida está a punto de cambiar, cuando una tarde él y su madre son secuestrados por el peligroso Bob. En ese momento, la vida del joven se convertirá en una auténtica pesadilla, cuando presencia el brutal asesinato de su madre y es secuestrado por Bob convirtiéndose en su esclavo. Para poder liberarse de su castigo, el joven deberá tomar una decisión de vida o muerte.

## Argumento
Sarah Fittler y su hijo de ocho años toman un taxi para regresar a casa después de haber ido al cine, pero el conductor, Bob, los secuestra y los lleva a su casa. Como resultado del abuso que su padre le infligió a él y a su hermano, Bob es un asesino en serie que viola y asesina a mujeres jóvenes que captura. Él mata a Sarah y obliga a su hijo, a quien renombra "Conejo", a convertirse en su prisionero personal. Cuando Rabbit intenta escapar, Bob lo encadena a la pared.
Años más tarde, el Conejo ahora adolescente permanece encadenado en la casa de Bob haciendo tareas domésticas y enterrando los cuerpos de las víctimas de Bob. Mientras todavía mantiene cautivo al joven, Bob intenta convertirse en una figura paterna y hace que Rabbit se eduque sobre la anatomía humana. Para hacer que Rabbit crea que nadie más se preocupa por él, Bob revela que el padre de Rabbit, Brad, se ha vuelto a casar. También libera a Rabbit de sus cadenas. Sin embargo, al acercar a Rabbit, Bob tiene la intención de que Rabbit lo siga para convertirse en un asesino en serie.
En un esfuerzo por completar la transformación de Rabbit en un asesino en serie, Bob le pide que elija una víctima de un anuario. Inicialmente, Rabbit se niega, pero cuando Bob lo obliga a hacer una selección, elige a una chica llamada Angie y Bob la secuestra. Dejando a Rabbit y Angie en una habitación, Bob le advierte a Rabbit que matará a la chica si Rabbit no lo hace. Rabbit duda y comienza a vincularse con Angie, pero la apuñala en el estómago cuando Bob irrumpe. Luego arrastra su cuerpo a la habitación que contiene los cadáveres de las víctimas pasadas. Satisfecho con el desarrollo de Rabbit, Bob acepta su solicitud de buscar otra chica.
Bob trae a Rabbit a la ciudad con su taxi y sugiere varias víctimas potenciales, pero Rabbit las rechaza a todas. Mientras continúan conduciendo, Bob descubre que Rabbit ha escrito la palabra "ayuda" al costado de la cabina. Bob se da cuenta de que Rabbit no mató a Angie, sino que la apuñaló en un lugar no letal utilizando sus conocimientos de anatomía y la escondió donde están enterrados los otros cuerpos. Él deja inconsciente a Rabbit y entra en la habitación donde se esconde Angie para matarla. Angie logra cortar el tendón de Aquiles de Bob mientras Rabbit se despierta y viene a salvarla. Después de una lucha, Rabbit mata a Bob y lo entierra junto a sus víctimas.
Con Bob muerto, Rabbit rastrea a Brad, que ahora vive con su nueva esposa Marie y el medio hermano de Rabbit, Colin. Su padre finge deleitarse con su supervivencia hasta que Rabbit, cuyo verdadero nombre se revela que es Tim, lo confronta con el conocimiento de que Brad había organizado el secuestro de él y su madre. A través de una carta que encontró, Tim descubrió que Bob es el hermano de Brad y que este último, que había instado a Sarah a tomar un taxi el día del secuestro, quería deshacerse de su primera esposa e hijo. Brad responde a esta revelación atacando físicamente a Tim y luego a Marie cuando ella interviene, lo que lleva a Tim a matarlo a golpes. Después de que Tim se haya ido a instancias de Marie, Marie llama a la policía y les dice que un ladrón mató a su esposo.
Tim regresa a la casa de Bob y cierra la puerta del garaje. A medida que avanzan los créditos de cierre, se escuchan los sonidos de él entrando a la casa, abriendo el refrigerador, cortando papel, caminando de regreso al garaje, entrando en la cabina y volviendo a abrir la puerta del garaje.

## Reparto
- Vincent D'Onofrio ... Bob
- Eamon Farren ... Rabbit / Tim Fittler
- Daniel Maslany ... Joven Bob
- Evan Bird ... Conejo de joven
- Julia Ormond ... Sarah Fittler
- Conor Leslie ... Angie
- Jake Weber ... Brad Fittler
- Michael Maslany ... Brad de joven
- Gina Philips ... Marie
- Troy Skog ...  Padre de Bob
- Shannon Jardine ... Madre de Bob
- Alexander Doerksen ... Colin
- Amy Matysio ... Mary, una de las víctimas de Bob
- Kate Herriot ... La corredora
- Lyndon Bray ... Padre desagradable
- Benjamin DeWalt ... Hijo
- Jodi Sadowsky ... Mujer atada
- Francesca Vannucci ... Ejecutiva encantadora
- Jennifer Lynch ... Presentadora de programa de cocina en la televisión

## Premios
- 2012: Festival de Cine de Sitges: Premio especial del jurado y Mejor actor (Vincent D'Onofrio)